# Lisanne van Riet
Lisanne van Riet (* 18. Juni 1991) ist eine ehemalige niederländische Tennisspielerin.

## Karriere
Van Riet spielte vor allem auf der ITF Women’s World Tennis Tour, auf der sie vier Titel im Doppel gewinnen konnte.

## Turniersiege

### Doppel
| Nr. | Datum            | Turnier     | Kategorie   | Belag             | Partnerin          | Finalgegnerinnen                | Ergebnis          |
| --- | ---------------- | ----------- | ----------- | ----------------- | ------------------ | ------------------------------- | ----------------- |
| 1.  | 30. Oktober 2011 | Stockholm   | ITF $10.000 | Hartplatz (Halle) | Quirine Lemoine    | Eleanor Dean Antonia Lottner    | 7:5, 6:1          |
| 2.  | 5. November 2011 | Stockholm   | ITF $10.000 | Hartplatz (Halle) | Ghislaine van Baal | Karen Barritza Julia Kimmelmann | 6:2, 6:75, [10:7] |
| 3.  | 21. Februar 2014 | Helsingborg | ITF $10.000 | Hartplatz (Halle) | Cornelia Lister    | Olha Jantschuk Jasmina Tinjić   | 6:4, 6:3          |
| 4.  | 29. März 2014    | Iraklio     | ITF $10.000 | Hartplatz         | Monique Zuur       | Marina Lazić Bojana Marinković  | 6:4, 7:5          |